# Ilha de Santana (Rio Grande do Norte)
O complexo turístico Ilha de Santana trata-se de uma praça pública construída sobre uma ilha fluvial localizada no rio Seridó, no centro da cidade de Caicó, no estado do Rio Grande do Norte. O nome foi escolhido em homenagem a padroeira da cidade e a proximidade com a catedral. Inaugurado em 23 de julho de 2008, foram investidos 18 milhões de reais em sua construção, se tornando o maior complexo turístico do Rio Grande do Norte;
Esse complexo foi construído para incrementar o turismo de eventos na região, como a Festa de Santana, Carnaval, Moto Fest, Festival Gastronômico, Feira de Negócios e a Expoboné.

## Histórico
Inicialmente muitos foram contrários a implantação desse projeto, devido ao impacto ambiental na margem do rio Seridó; a uma possível destruição de sítios históricos da cidade, como o Poço de Santana; e a restrição da circulação da população naquela área. Outra fato polêmico em torno da ilha, foi a tentativa de um líder político da região em batizar o complexo com o nome de sua mãe, em detrimento a padroeira da cidade, fato este que gerou revolta de alguns setores da população caicoense.

## Descrição
Localizado em uma área de 15 hectares às margens do Rio Seridó, a área tem características geográficas de cabo, mas nas grandes cheias do rio toma a forma de ilha. O ponto mais alto e de maior largura é o Serrote da Cruz, onde está localizada a capela de São Sebastião a quase vinte metros de altura, em relação ao nível do rio. O local apresenta praça de alimentação, boxes para artesanato, pista de cooper, um ginásio poliesportivo em dimensões oficiais com arquibancada de capacidade para 3000 pessoas. Além de um anfiteatro com capacidade para 1000 espectadores sentados e de um pórtico na entrada do complexo.
O complexo visa atrair pousadas que devam atender aos visitantes durante todo o ano, principalmente nos grandes eventos e festejos do calendário turístico de Caicó. O espaço será composto por três pousadas, cada uma dispondo de 20 unidades de hospedagem, e localizado no início da Avenida Beira Rio, na rótula do poço de Santana, próximo ao centro histórico-cultural, comercial e religioso da cidade. As áreas de urbanização do projeto compreendem um espaço de mais de 147 mil metros quadrados, com toda a infra-estrutura de suporte ao complexo como estacionamentos, pontes, avenidas, parques e passarelas.